# Pigeons sur l'herbe
Pigeons sur l'herbe est un roman de Wolfgang Koeppen publié en 1951. C'est le premier texte d'une trilogie, la Trilogie des Scheiterns (littéralement, Trilogie de l'échec). Le roman se compose de 105 chapitres qui retracent la vie de plus de trente personnages principaux dans une grande ville de Bavière sous l'occupation américaine. Le roman appartient à la Trümmerliteratur.

## Personnages
Il n'y a pas de personnage central dans le roman, mais une multitude de figure qui se croisent, plus d'une trentaine. Ces personnages appartiennent à différents milieux sociaux.

Les personnages suivants jouent un rôle important dans l'intrigue :
- Philipp est un romancier sans succès. Il est isolé et vit hors de la société, proche de la neurasthénie.
- Emilia, la femme de Philipp, était une riche héritière avant la guerre. Elle possède quelques maisons sans parvenir à trouver d'acheteurs et qui lui reviennent donc cher. Elle possède par ailleurs des antiquités qu'elle se voit contrainte de revendre progressivement, c'est là sa seule source de revenus. Ayant perdu tous ses biens pendant la guerre et les réformes qui s'ensuivirent, elle sombre progressivement dans l'alcoolisme.
- Odysseus Cotton est un Américain qui, quoique soldat, veut visiter la ville comme touriste. Il se déplace beaucoup, rencontre beaucoup de personnes, il est de fait un vecteur important pour l'intrigue du roman.
- Josef travaille à la gare comme porteur et accompagne Odysseus. Josef est marqué par ses remords pour sa collaboration lors de la guerre, mais cela ne l'obstrue pas dans sa vie civile. Il a par aillleurs été soldat lors de la Première Guerre mondiale. Il est cependant assassiné pendant le roman, le narrateur laissant le doute sur l'identité du coupable.
- Washington Price est aussi un soldat américain. Sa caractéristique principale est son idéalisme marqué : il croit en la possibilité de l'avènement d'une société sans discriminations de races.
- Carla est l'amante de Washington et la fille de Madame Berend. Elle est présentée comme une femme faible dépendante de son amant. Alors qu'elle voulait avorter de son enfant, Washington l'en empêche. Washington a cependant aussi un impact positif sur elle, elle parvient grâce à lui à reprendre sa vie en main. Les deux amants meurent cependant lors d'une agression raciste. 18 ans auparavant elle s'était marié avec un homme qui a été déclaré mort lors de la bataille de Stalingrad.
- Madame Behrend est la mère de Carla. Elle reste convaincu, même après la guerre, que Hitler a eu un impact positif sur l'Allemagne. Elle méprise Washington tout en prenant volontiers les cadeaux qu'il offre à la famille. Elle n'a pas d'objectif précis dans le roman et reste toujours dans la même situation. Son mari l'a quittée et reçoit donc de lui régulièrement de l'argent qui lui suffit à vivre.
- Kay est une étudiante du Massachusetts venue en voyage dans la ville.
- Monsieur Edwin est une auteur venu dans la ville pour y tenir un discours. Il souhaite y défendre l'idéal européen. Il constate cependant lors de son discours que son influence sur son public est très faible.

Toutes ces figures sont comparées par le narrateur à des pigeons sur l’herbe : « Les oiseaux sont ici par hasard, nous sommes ici par hasard, et peut-être que les nazis n'étaient ici que par hasard, […] peut-être que le monde est un cruel et stupide accident de Dieu, personne ne sait pourquoi nous sommes ici ».

## Traductions françaises
- 1953 : Louis Clappier, Pigeons sur l'herbe, éd. Laffont[2]